# Viljo Remes
Viljo Antero Remes, född 11 april 1926 i Pielavesi, död 15 november 2016 i Helsingfors, var fältbiskop i Finlands försvarsmakt mellan åren 1978 och 1986.
Remes blev filosofie kandidat år 1952 teologie kandidat år 1956. Prästvigning fick han år 1957. Teologie licentiat blev Remes 1959 och doktor 1976.
Före sin tid som biskop arbetade Remes bland annat för Finska Missionssällskapet i Pakistan.